# Gottfried von Freier
Gottfried von Freier (* 1. Oktober 1869 in Hoppenrade; † 19. März 1910 in Carlsruhe) war ein deutscher Hofbeamter.

## Leben
Gottfried von Freier wurde geboren als Sohn des Herrn auf Hoppenrade Karl von Freier (* 1803; † 1878) und dessen zweiter Ehefrau, Hedwig (* 1832; † 1886) geb. von Wilamowitz-Möllendorff. Nach dem Schulzeit studierte er an der Rheinischen Friedrich-Wilhelms-Universität Bonn und der Schlesischen Friedrich-Wilhelms-Universität Breslau Rechtswissenschaften. 1891 wurde er Mitglied des Corps Borussia Bonn. Nach dem Studium war er zunächst Amtsrichter. Von Freier war Königlicher württembergischer Kammerherr und Schlosshauptmann und Generalbevollmächtigter der Herrschaft Carlsruhe in Oberschlesien. Er war Reserveoffizier des Brandenburgischen Dragoner-Regiments Nr. 2. Er blieb unverheiratet.
Sein Bruder war der Oberlandforstmeister Werner von Freier.